# Zehnhausen bei Rennerod
Zehnhausen bei Rennerod ist eine Ortsgemeinde im Westerwaldkreis in Rheinland-Pfalz. Sie gehört der Verbandsgemeinde Rennerod an.

## Geographische Lage
Die Gemeinde Zehnhausen liegt auf der Basaltkuppe des hohen Westerwaldes auf einer durchschnittlichen Höhe von über 530 m ü. NHN. Der Ort liegt direkt an der Bundesstraße 54, der Mainzer Straße, einer mittelalterlichen Handelsstraße. Sie kommt von Mainz und führt nach Siegen. Die Straße hatte aber kaum Einfluss auf die Entwicklung des Ortes.

## Geschichte
Der Ortsname mit der Endung „-hausen“ lässt vermuten, dass der Ort zur Zeit der stärksten fränkischen Besiedelungswelle des Westerwaldes im 6. bis 11. Jahrhundert entstand.
Die erste urkundliche Erwähnung geht auf das Jahr 1335 zurück, als der Ort Zhenhusen genannt wird. Man vermutet, dass in der Flur Altzehnhausen, die etwa 1,2 Kilometer südwestlich vom heutigen Ort liegt, der Kern des ursprünglichen Ortes zu finden ist. Dort gefundene Mauerreste könnten jedoch auch Reste von Flurmauern sein. Der heute nicht mehr vorhandene Ort Königshub – um 1440 als Konigshuse erstmals erwähnt und einen Kilometer nördlich gelegen, bildete mit Zehnhausen 1738 eine Gemeinde und muss kurz darauf wüst gefallen sein. Für das Jahr 1565 werden dort acht Vogtleute und keine weiteren Einwohner erwähnt, für 1607 vier Mann. 1646 wird Königshub als abgegangen vermerkt. 1711 wurden drei Familien und 1750 letztmals acht Einwohner genannt. Der Flurname Kindschue zeigt noch heute die Lage der Wüstung an.
Zehnhausen gehört seit alters her zum Kirchspiel Emmerichenhain und ist seit der Einführung der Reformation im Jahr 1532 evangelisch geprägt.
Am 17. April 1658 brannten innerhalb einer Stunde 16 Häuser völlig nieder. 1660 wurden im Ort 36 Menschen in sechs Familien gezählt; 1782 waren es 169 und 1807 lebten 33 Familien mit insgesamt 168 Menschen im Ort.
1736 wird erstmals eine Filialschule der Kirchspielschule erwähnt und 1784 baute die Gemeinde das erste eigene Schulhaus. Die Dorfschule wurde bis Ende der 1960er-Jahre genutzt. In einem Klassenraum wurden alle acht Jahrgänge unterrichtet.
1795 wurde die Gemarkung konsolidiert. Zu dieser Zeit existierte wohl auch noch eine Dorfmauer. Der Flurname "Schmitterborn" weist noch um 1800 auf eine frühe Eisenverhüttung hin.
Im Juni 1796 flüchteten die Einwohner von Zehnhausen nach Nenderoth in den Wald Kreuzberg über der Johannisburg vor anrückenden französischen Soldaten, die von Hachenburg her auf den Westerwald nach Emmerichenhain vorrückten. Dort wurden auch einige Kinder geboren.
Während das Dorf im Jahr noch 1565 fünf Haushalte zählte, gab es 1635 in Zehnhausen nur noch zwei völlig verarmte Haushalte. 1643 gab es 16 Einwohner, 1711 14 Familien, 1741 115 Einwohner und 1807 168 Einwohner.
Seit 1912 verfügt die Gemeinde über eine eigene zentrale Wasserversorgung und einen Wasserhochbehälter. Heute befindet sich darin eine kleine Heimatstube.
Kulturdenkmäler
Der gusseiserne Laufbrunnen aus dem 19. Jahrhundert im Ort ist das einzige unter Denkmalschutz stehende Kulturdenkmal. Er ist auch Motiv im Wappen des Ortes

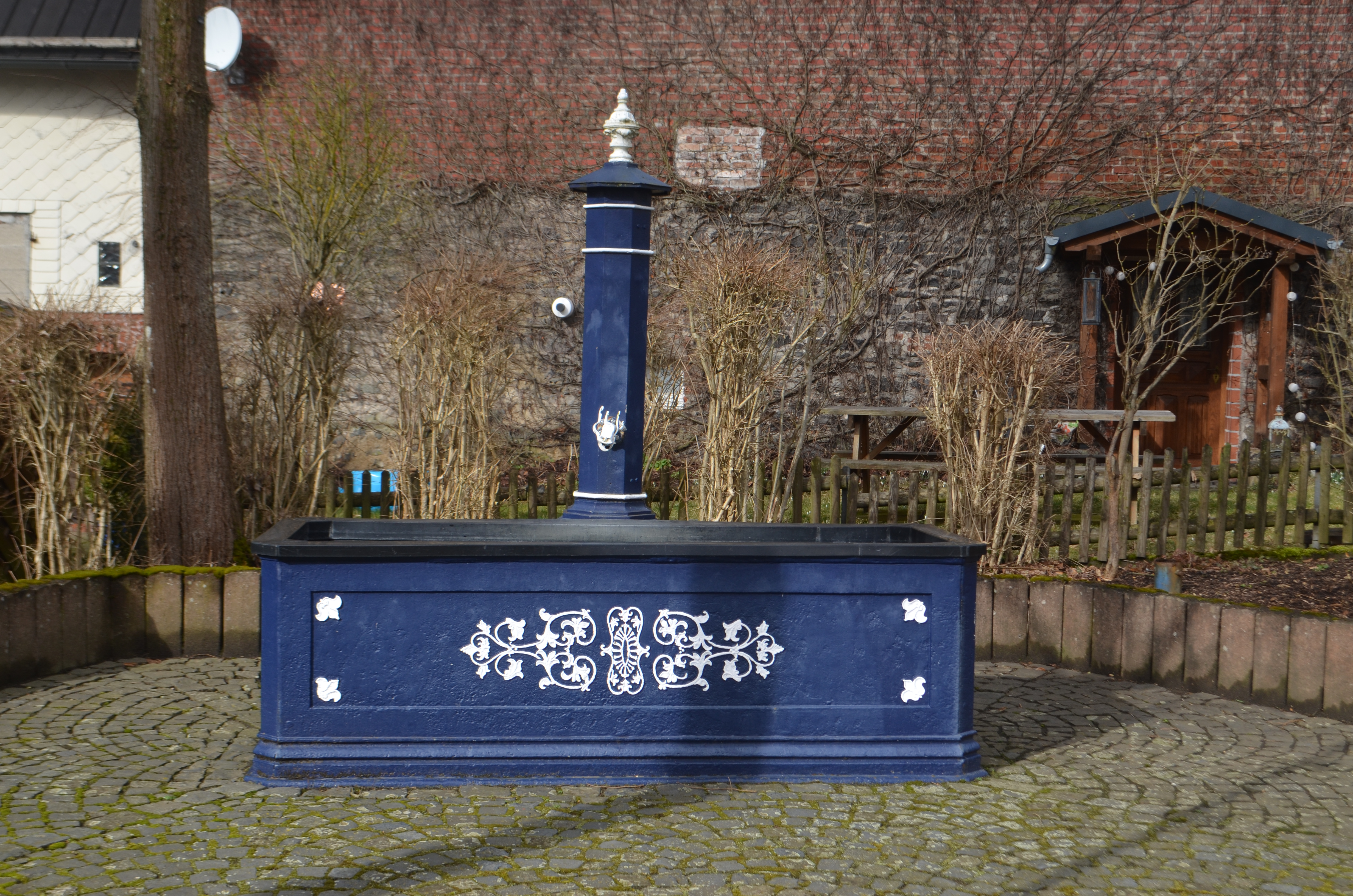
Brunnen
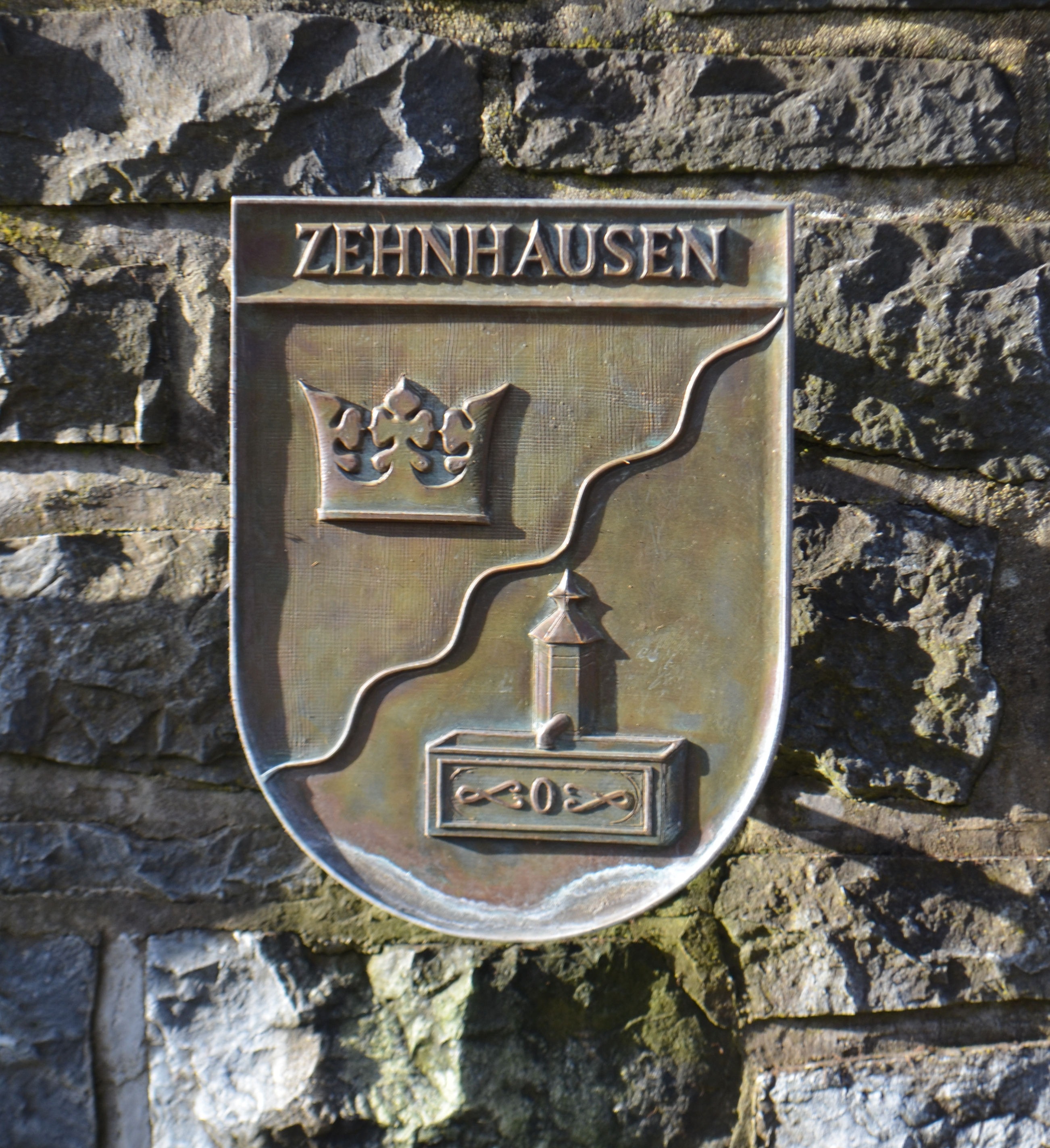
Wappen

## Politik

### Bürgermeister
Yvonne Klages wurde im Juni 2024 zur Ortsbürgermeisterin von Zehnhausen gewählt.
Ihr Vorgänger war Heinz-Joachim Benner seit 1994. Bei der Direktwahl am 26. Mai 2019 wurde er mit einem Stimmenanteil von 57,75 % für weitere fünf Jahre in seinem Amt bestätigt.
Dessen Vorgänger als Ortsbürgermeister war Kurt Spornhauer.

### Wappen
| Wappen von Zehnhausen bei Rennerod | Blasonierung: „Schild durch Wellenschnitt schräg links geteilt von Blau und Gold, vorne eine goldene Krone, hinten ein blauer Brunnentrog mit Brunnensäule, darauf silberne Ornamente.“ |
| Wappen von Zehnhausen bei Rennerod | |

## Wirtschaft und Infrastruktur
Handel und Tourismus bieten nur eine Handvoll Arbeitsplätze. Landwirtschaft wird nur noch im Nebenerwerb betrieben. Nach wie vor pendeln die meisten Arbeitnehmer ins Umland.

### Dorfleben
1964 gewann der Ort eine Silbermedaille in der Sonderklasse beim Wettbewerb Unser Dorf soll schöner werden. Der Ort hat einen Gesang- (Gesangverein Liederkranz) sowie einen Sportverein (SV Adler) mit eigenem Sportplatz und Sporthalle. Für Kinder wurde schon in den 1960er Jahren ein Spielplatz eingerichtet. Im Dorfgemeinschaftshaus, dem ehemaligen Backes, befindet sich auch das Feuerwehrhaus. Jährlich findet ein Dorf- und Brunnenfest statt. Neu angelegte Wanderwege erhöhen die Attraktivität des Ortes.

### Verkehr
- In unmittelbarer Nähe des Ortes kreuzen sich die Bundesstraße 54, die Limburg an der Lahn mit Siegen verbindet, und die Bundesstraße 414, die von Hohenroth nach Hachenburg führt.
- Die nächste Autobahnanschlussstelle ist Herborn an der A 45 (Dortmund–Aschaffenburg), etwa 18 Kilometer entfernt.
- Der nächstgelegene ICE-Halt sind die Bahnhöfe Limburg Süd und Montabaur an der Schnellfahrstrecke Köln–Rhein/Main, etwa 33 Kilometer bzw. 36 Kilometer entfernt.